# Atypoidea
Atypoidea es una superfamilia de arañas migalomorfas, constituida por dos familias:
- Atypidae: 3 géneros, 48 especies
- Antrodiaetidae: 2 géneros, 33 especies